# 黃永時
黄永时（韓語：황영시，1926年11月6日—2022年4月23日），韩国军人，政治人物。曾任韩国陆军第24任参谋总长、第11，12任监察院院长等职。
黄永时1926年11月6日出生于庆尚北道荣州市，1950年考入陆军士官学校第10期，历任首都警卫司令部参谋长，驻越韩军司令部参谋长，第三军官学校校长。1979年在担任第1军军长期间参与了双十二政变，之后升任陆军参谋次长。1980年，他下令对光州民主化运动进行武力镇压。同年7月16日，黄永时晋升为陆军大将并担任第三野战军司令。1981年12月16日出任陆军参谋总长。1984年起，担任监查院院长一职。